# Oisemont
Oisemont là một commune ở tỉnh Somme trong vùng Hauts-de-France, Pháp.

## Địa lý
Thị trấn này tọa lạc trên giao lộ của D25, D29 và đường D936, khoảng 10 về phía nam của Abbeville and 25 dặm Anh về phía tây của Amiens.

## Dân số
| 1936                                                         | 1946 | 1954 | 1962 | 1968 | 1975 | 1982 | 1990 | 1999 | 2005 |
| ------------------------------------------------------------ | ---- | ---- | ---- | ---- | ---- | ---- | ---- | ---- | ---- |
| 1061                                                         | 987  | 1046 | 997  | 1071 | 1196 | 1233 | 1285 | 1239 | 1267 |
| Số liệu điều tra dân số từ năm 1962, dân số không tính trùng |      |      |      |      |      |      |      |      |      |